# Hémérobie
L'hémérobie est l'influence de l'homme sur les divers composants et diverses dimensions d'un environnement naturel.

## Définition
L'hémérobie est un terme utilisé en botanique et en écologie. Il est souvent associé à la naturalité comme un terme complémentaire, où un degré élevé d'hémérobie équivaut à une forte influence humaine sur un environnement naturel. Cependant, les deux termes ne sont pas inversement liés.

## Étymologie
Le terme est dérivé du grec hémeros et bíos . Le mot hemero-, hemer- signifie apprivoisé, cultivé. Le bios c'est la vie. Hemeroby signifie donc littéralement « vie apprivoisée », « vie cultivée ».

## Quantification
Diverses échelles de quantification de l'hémérobie ont été conçues.

## Voir également
- Impact humain sur l'environnement (en)
- Réensauvagement
- Espèces rudérales

## Les références
1. ↑  G Grabherr, « Hemeroby of austrian forest ecosystems » [archive du 3 juillet 2011], Department of Conservation Biology, Vegetation Ecology and Landscape Ecology of the University of Vienna
2. 1 2  (en) M. O. Hill, D. B. Roy et K. Thompson, « Hemeroby, urbanity and ruderality: bioindicators of disturbance and human impact », Journal of Applied Ecology, vol. 39, no 5,‎ 2002, p. 708–720 (ISSN 1365-2664, DOI 10.1046/j.1365-2664.2002.00746.x, lire en ligne, consulté le 4 mars 2021)
3. ↑  Winter, « Forest naturalness assessment as a component of biodiversity monitoring and conservation management », Forestry, vol. 85, no 2,‎ 29 février 2012, p. 293–304 (DOI 10.1093/forestry/cps004)